# محمد سالم الساعدي
محمد سالم الساعدي (مواليد 28 أكتوبر 1982) لاعب كرة قدم إماراتي يجيد اللعب في الوسط .
لعب سابقاً مع أندية الظفرة والعين و الشعب وعجمان .